# Hugo Redón
Hugo Redón Almela (Castellón de la Plana, 19 de abril de 2003) es un futbolista español que juega como centrocampista en el Atlético Levante UD de la Tercera Federación.

## Trayectoria
Nacido en Castellón de la Plana, se une al fútbol base del Levante UD en 2018 procedente del CD Castellón. Debuta con el filial el 16 de abril de 2022 al entrar como suplente en la segunda mitad de una victoria por 1-0 frente al CD Marchamalo en la Segunda Federación. El siguiente 23 de agosto renueva su contrato con el club hasta 2026.
Logra debutar con el primer equipo el 10 de septiembre de 2022 al entrar como suplente en los minutos finales de una goleada por 4-1 frente al Villarreal CF "B" en la Segunda División.

## Clubes
Actualizado al último partido disputado el 10 de septiembre de 2022.
| Club                | País   | Año       | Partidos | Goles |
| ------------------- | ------ | --------- | -------- | ----- |
| Atlético Levante UD | España | 2022-act. | 1        | 0     |
| Levante UD          | España | 2022-act. | 1        | 0     |